# Samantha Jones
Samantha Jones, geboren als Jean Owen, (Liverpool, 17 november 1943) is een Britse zangeres.

## Carrière
Jean Owen begon haar muziekcarrière bij de zanggroep The Vernons Girls, die begin jaren 1960 enkele hits hadden. Vanaf 1964 trad ze op als Samantha Jones. Haar single Don't Come Any Closer (1965) werd in hetzelfde jaar gecoverd door Françoise Hardy met de Franse titel Ce n'est pas un rêve. In 1967 was Jones betrokken bij de soundtrack van de film The Vengeance of Fu Manchu met de nummers The Real Me en Where Are the Men. Het nummer Surrounded By A Ray Of Sunshine (1967) beleefde later een opleving in het Northern soul-clubcircuit. Haar eerste album Call It Samantha (1968) werd alleen uitgebracht in de Verenigde Staten.
Het tweede album A Girl Named Sam (1969) werd geproduceerd door Mark Wirtz. Met het nummer Today (Without You) won Jones in oktober 1969 de Grand Prix van RTL en plaatste ze zich in de Nederlandse en Belgische hitlijsten. Het daaropvolgende jaar won ze met haar versie van My Way het muziekfestival in het Belgische Knokke-Heist. My Way werd een hit in Nederland en verscheen bijna twee decennia later in 1988 op het album World Stars – 28 Greatest Artists Of the World.
In Duitsland trad Jones in juni 1971 op in het programma Disco van presentator Ilja Richter met het nummer Sweet Inspiration. Mettertijd bouwde ze een goede reputatie op als revue-zangeres en trad ze vooral op tijdens cruisevaarten. Midden jaren 1980 begon ze te werken als producente van muziekshows.

## Discografie

### Singles
- 1964: It's All Because of You
- 1965: Don't Come Any Closer
- 1965: Chained to a Memory
- 1966: I Deserve It
- 1966: Shoes
- 1966: That Special Way
- 1967: Why Can't I Remember (To Forget You)
- 1967: Surrounded By a Ray of Sunshine
- 1968: Lovely Lonely Man
- 1968: And Suddenly
- 1968: Ford leads the way b/w Go ahead
- 1969: Today Without You
- 1969: Do I Still Figure In Your Life
- 1970: My Way
- 1970: Best of Both Worlds
- 1971: No Regrets
- 1971: One More Mountain
- 1972: Don't Hang No Haloes On Me
- 1974: I Believed It All
- 1982: Living for You

### Albums
- 1968: Call It Samantha (alleen VS)* 1970: A Girl Named Sam
- 1970: The Other Jones
- 1972: My Way (compilatie)
- 1974: Sing It Again Sam
- 1976: The Lady Likes It Latin
- 1982: Goin' Places